# Miconia acutifolia
Miconia acutifolia är en tvåhjärtbladig växtart som beskrevs av Ernst Heinrich Georg Ule. Miconia acutifolia ingår i släktet Miconia och familjen Melastomataceae. Inga underarter finns listade i Catalogue of Life.